# Milo Đukanović
Milo Đukanović, črnogorski politik; * 15. februar 1962, Nikšić.
Đukanović je dvakratni predsednik Črne gore. Prvič je funkcijo opravljal med letoma 1998 in 2003, drugič pa je mandat nastopil leta 2018. Bil je tudi predsednik črnogorske vlade (1991–1998, 2003–2006, 2008–2010 in 2012–2016) in je dolgoletni predsednik Demokratske stranke socialistov Črne gore, prvotno črnogorske veje Zveze komunisti Jugoslavije, ki so sami ali v koaliciji vladali Črni gori od uvedbe večstrankarskega sistema v zgodnjih devetdesetih letih do poraza na parlamentarnih volitvah leta 2020. Je eden najdlje vladajočih politikov v Evropi, ki ključne položaje v državi zaseda več kot 32 let.
Ko se je Đukanović prvič pojavil na političnem prizorišču, je bil med antibirokratsko revolucijo (1988–1989) in razpadom Socialistične federativne republike Jugoslavije (1991–1992) tesen zaveznik Slobodana Miloševića. Njegov kabinet je aktivno sodeloval pri obleganju Dubrovnika (1991–1992). Đukanović je podprl dogovor Momirja Bulatovića pod pogoji lorda Carringtona, ki je privedel do referenduma o neodvisnosti Črne gore leta 1992, kjer so se volivci odločili, da ostanejo v Zvezni republiki Jugoslaviji. Leta 1996 pa se je Đukanović distanciral od Miloševića in zvezne vlade ter opustil tradicionalno skupno srbsko in črnogorsko vizijo v korist črnogorskega nacionalizma, ki je podpiral državno neodvisnost in ločeno črnogorsko identiteto. To je vodilo v delitev stranke in razkol Bulatovićeve prounionistične frakcije. Kmalu zatem je Đukanović na predsedniških volitvah leta 1997 z majhno razliko premagal Bulatovića. Leta 1999 se je pogajal z zahodnimi državami, da bi omejil zračne napade v Črni gori med Natovim bombardiranjem Jugoslavije, kasneje pa je Đukanović nadzoroval uveljavitev nemške marke kot nove valute v Črni gori, ki je nadomestila jugoslovanski dinar.
Po strmoglavljenju Miloševića (2000) je z novo srbsko vlado podpisal sporazum, ki je vodil do Ustavne listine Srbije in Črne gore (2003), ki je omogočila neodvisnost Črne gore. Tri leta pozneje je referendum o neodvisnosti leta 2006 vodil do formalne ločitve Črne gore od državne skupnosti in razglasitve nove ustave Črne gore (2007). Đukanović je sledil pristopni politiki k zvezi NATO in Evropski uniji, zaradi česar je Črna gora leta 2017 postala članica zveze NATO. V času svojega premierskega in predsedniškega mandata je nadziral privatizacijo javnih podjetij tujim investitorjem in podjetjem. Več korupcijskih škandalov vladajoče stranke je leta 2019 sprožilo protivladne proteste, medtem ko je sporen verski zakon sprožil nov val protestov. Na parlamentarnih volitvah leta 2020 je opozicija prvič po treh desetletjih dobila več glasov kot Đukanovićeva vladajoča stranka in njeni partnerji.
Nekateri opazovalci so Đukanovićevo vladavino opisali kot avtoritarno ali avtokratsko, pa tudi kot kleptokracijo. Leta 2020 je Freedom House Črno goro uvrstil med hibridne režime in ne kot demokracijo, pri čemer je omenil leta vse večjega zajetja države, zlorabe moči in taktike močnega voditelja, ki jih uporablja Đukanović. Pogosto ga opisujejo kot tesno povezanega s črnogorsko mafijo. Đukanović je bil uvrščen med dvajset najbogatejših svetovnih voditeljev po mnenju britanskega časopisa The Independent maja 2010, ki je izvor njegovega ocenjenega premoženja v višini 10 milijonov funtov opisal kot "skrivnosten". Oktobra 2021 sta bila Đukanović in njegov sin Blažo omenjena v Pandorinih dokumentih, ki ju povezuje z dvema zaupnikoma na Britanskih Deviških otokih.